# 117714 Kiskartal
117714 Kiskartal è un asteroide della fascia principale. Scoperto nel 2005, presenta un'orbita caratterizzata da un semiasse maggiore pari a 3,0657027 UA e da un'eccentricità di 0,0651874, inclinata di 9,62286° rispetto all'eclittica.